# Litoboř
Litoboř (deutsch Litoborsch) ist eine Gemeinde in Tschechien. Das Dorf liegt im Tal des Baches Hluboký potok und gehört zum Okres Náchod.

## Geschichte

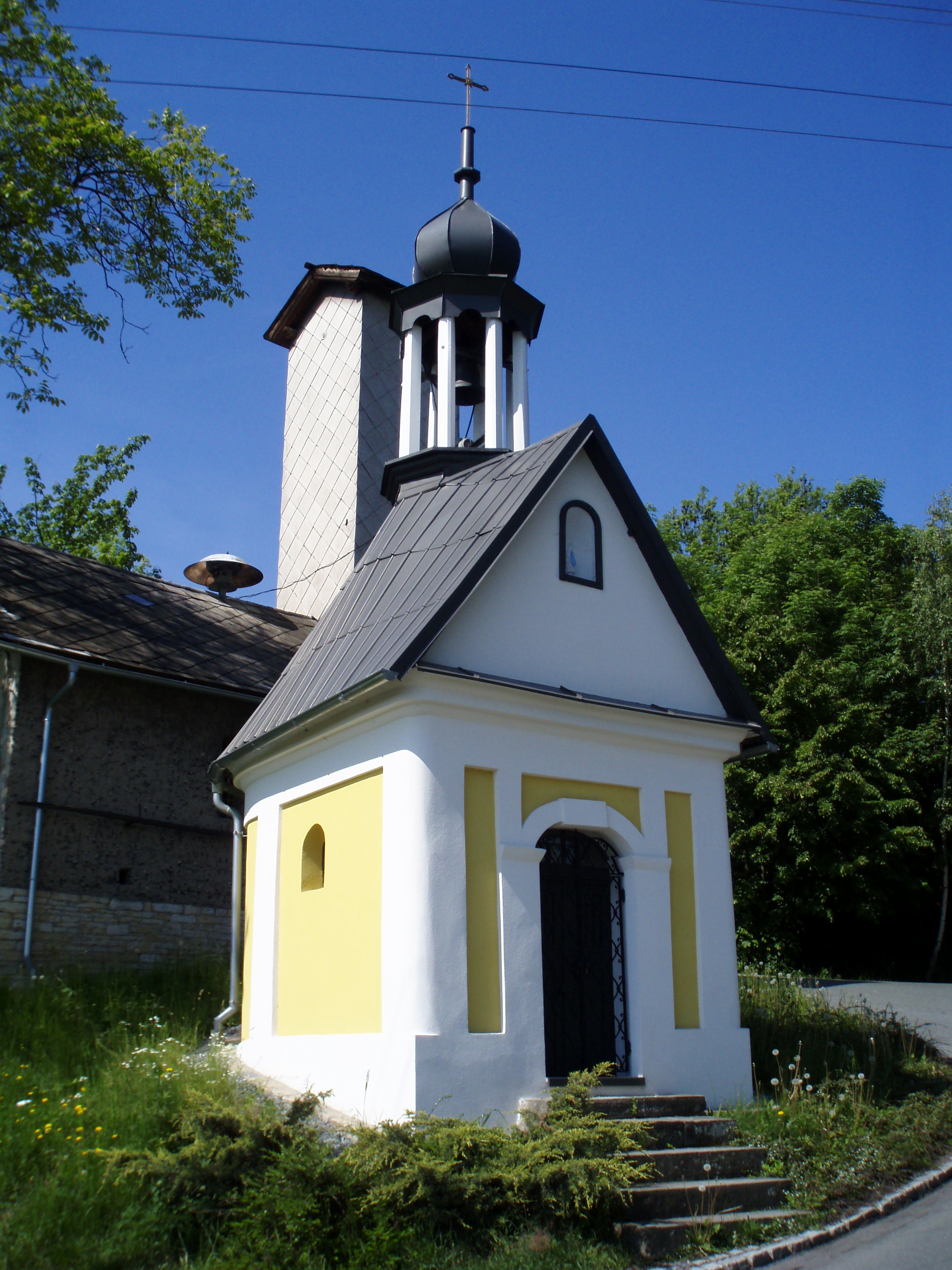
Kapelle Unserer Lieben Frau

Die Ursprünge des Dorfes reichen zurück bis in die 2. Hälfte des 12. Jahrhunderts, als dieser Teil des nördlichen Böhmen einem mächtigen Adelsgeschlecht, den Hronowitz von Glatz gehörte. Der Name eines Oberhauptes dieser Adelsfamilie spiegelt sich im Namen des Dorfes wider (Lutobor → Litoboř). Der älteste Teil des Dorfes war Turyň, diese Feste wurde erstmals im Jahre 1369 erwähnt.

## Gemeindegliederung
Die Gemeinde Litoboř besteht nur aus dem Dorf Litoboř und der Siedlung V Táboře (Tabor).

## Sehenswürdigkeiten
- Kapelle Unserer Lieben Frau (1800)
- Steinkreuz mit Christus, Engel und Relief der Jungfrau Maria (1823)
- Statue des Hl. Johannes von Nepomuk
- Denkmal für die Opfer des Kommunismus (2008, von Miroslav Kubala)

## Persönlichkeiten
- Vincenc Dvořáček (* 22. November 1826 in Litoboř, † 12. November 1903 in Červený Kostelec), römisch-katholischer Priester, Gründer des örtlichen Imker-Vereins (1899)
- Václav Franc (* 17. Juli 1885 in Předměřice nad Labem, † 1. Juli 1919 in Makarow, Russland), Mitglied der Tschechoslowakischen Legion in Russland, lebte in Litoboř
- Milena Tomešová (* 22. Oktober 1958 in Prag), Predigerin der Tschechoslowakischen Hussitischen Kirche, Journalist und Autor, lebt in Litoboř